# XVIIIe congrès du Rassemblement national
Le XVIIIe congrès du Rassemblement national s'est tenu le 5 novembre 2022 à Paris. 
Congrès extraordinaire, il est convoqué à la suite de la démission de Marine Le Pen de la tête du parti. Le congrès a lieu quelques mois après la percée du parti aux élections législatives de juin 2022.

## Contexte

### Démission de Marine Le Pen et intérim de Jordan Bardella
Deux mois après le congrès de Perpignan, qui a vu la réélection de Marine Le Pen à la présidence du parti et l'arrivée en tête de Jordan Bardella à l'élection du conseil national, Le Pen annonce quitter la présidence pour se consacrer à sa candidature présidentielle et que Jordan Bardella, alors premier vice-président, va la remplacer le temps de la campagne.
Elle annonce peu après les élections législatives de juin 2022 quitter définitivement la présidence du parti pour se consacrer à celle du groupe à l'Assemblée nationale.

### Élection présidentielle et apparition de Reconquête
Pour la première fois, Marine Le Pen affronte un autre candidat d'extrême-droite à l'élection présidentielle, Éric Zemmour. Plusieurs cadres du parti, comme Stéphane Ravier, Nicolas Bay, Gilbert Collard ou le chef de la délégation RN au Parlement européen Jérôme Rivière, annoncent rejoindre le nouveau parti Reconquête.
Après avoir été un temps au coude-à-coude dans les sondages, Marine Le Pen et Éric Zemmour recueillent respectivement 23,15 % et 7,07 % des voix. Ce dernier appelle à voter pour elle au second tour. Face à Emmanuel Macron, elle réalise le score historique pour le parti de 41,45 %.

### Percée aux élections législatives
Le congrès a eu lieu quelques mois après la réussite du parti aux législatives de juin 2022. Sondé entre 23 et 45 sièges au lendemain du premier tour où le parti double son score par rapport à 2017, le parti remporte finalement 89 députés contre 8 en 2017.

## Déroulement

### Calendrier électoral
Le calendrier électoral est le suivant :
- 29 juillet : annonce des scrutins de la présidence et du conseil national par David Rachline, vice-président du parti responsable du congrès ;
- 9 septembre : date limite de dépôt des candidatures pour la présidence et le conseil national ;
- 19 septembre : publication des candidatures à la présidence et au conseil national ;
- 3 novembre : date limite du vote par internet ;
- 5 novembre : proclamation des résultats lors du congrès.

## Scrutins

### Élection à la présidence
Pour être valide, une candidature doit être parrainée par au moins 20% des membres du conseil national élargi (membres élus et nommés + membres de droit).
| Nom | Nom | Nom             | Fonctions                                                                           | Date d'adhésion | Soutiens notables |
| --- | --- | --------------- | ----------------------------------------------------------------------------------- | --------------- | --- |
|     |     | Louis Aliot     | Vice-président du parti (2011-2018 et depuis 2021) Maire de Perpignan (depuis 2020) | 1990            | - Christophe Barthès - Bruno Bilde - Steeve Briois - Stéphanie Galzy - Gisèle Lelouis - Anaïs Sabatini |
|     |     | Jordan Bardella | Président par intérim du parti (depuis 2022) Député européen (depuis 2019)          | 2012            | - Edwige Diaz - Jean-Paul Garraud - Laurent Jacobelli - Jean-Lin Lacapelle - Laure Lavalette - Hélène Laporte - Marie-Caroline Le Pen - Thierry Mariani - Julien Odoul - Philippe Olivier - Kévin Pfeffer - David Rachline - André Rougé - Julien Sanchez |

| Candidat               | Candidat               | Voix   | %     |
| ---------------------- | ---------------------- | ------ | ----- |
|                        | Jordan Bardella        | 22 130 | 80,45 |
|                        | Louis Aliot            | 3 955  | 18,16 |
|                        |                        |        |       |
| Exprimés               | Exprimés               | 26 085 | 99,49 |
| Blancs et nuls         | Blancs et nuls         | 133    | 0,51  |
| Total                  | Total                  | 26 218 | 100   |
| Inscrits/Participation | Inscrits/Participation | 36 673 | 71,49 |

| Louis Aliot (15,16 %) |  |  | Jordan Bardella (84,84 %) |
| ▲                     |  |  |                           |

### Élection au conseil national
Un candidat au conseil national doit être membre du parti depuis deux ans et être à jour de cotisation au 9 septembre 2022, date limite pour déposer sa candidature.
Cent membres sont élus au scrutin uninominal par les adhérents du parti et vingt sont nommés par le président élu.

#### Liste des élus (100)
1. Sébastien Chenu
2. David Rachline
3. Marie-Caroline Le Pen
4. Steeve Briois
5. Julien Odoul
6. Edwige Diaz
7. Laurent Jacobelli
8. Philippe Ballard
9. Jean-Lin Lacapelle
10. Julien Sanchez
11. Bruno Gollnisch
12. Wallerand de Saint-Just
13. Franck Allisio
14. Hélène Laporte
15. Laure Lavalette
16. Bruno Bilde
17. Ludovic Pajot
18. Julie Lechanteux
19. Éléonore Bez
20. Aleksandar Nikolic
21. Catherine Griset
22. Romain Baubry
23. Stéphanie Galzy
24. Gilles Lebreton
25. Pascale Ajac
26. France Jamet
27. Frédéric Boccaletti
28. Virginie Joron
29. Manon Bouquin
30. Caroline Parmentier
31. Fabien Engelmann
32. Gilles Pennelle
33. Coline Houssays
34. Mathilde Androuët
35. Gaëtan Dussausaye
36. Thibaut de La Tocnaye
37. Christophe Barthès
38. Julien Leonardelli
39. Aurélia Beigneux
40. Philippe Olivier
41. Mathilde Paris
42. Gilles Baldacchino
43. Kévin Pfeffer
44. Joëlle Mélin
45. Marie Dauchy
46. Christian Zimmermann
47. Marc de Fleurian
48. Jean-Michel Cadenas
49. Céline Tacher
50. Tamara Volokhova
51. Julien Bacou
52. Julie Rechagneux
53. Xavier Baudry
54. Yoann Gillet
55. Huguette Fatna
56. Alexis Jolly
57. Océane Valentin
58. Jacques Colombier
59. Audrey Bibollet
60. Sandrine Chadourne
61. Frank Giletti
62. Frédéric Antichan
63. Nathalie Collard
64. Séverine Werbrouck
65. Laura Parolin
66. Sandrine Dogor-Such
67. Annick Cousin
68. Muriel Fiol
69. Franck Briffaut
70. Flavia Mangano
71. Philippe Sanchez
72. Nathalie Baron
73. Olivier Monteil
74. Jean-Pierre Chabrut
75. Victor Catteau
76. Julie Apricena
77. Sandrine Crepet
78. Elodie Babin
79. Jimmy Bourlieux
80. Claude Chabert
81. Damien Monchau
82. Caroline Colombier
83. Géraldine Grangier
84. Isabelle Bertran
85. José Gonzalez
86. Yval Lajeanne
87. Nathalie Da Conceicao Carvalho
88. Philipe Arbona
89. Christopher Szczurek
90. Nicolas Cresson
91. Julia Plane
92. Gauthier Bouchet
93. Thibaut François
94. René Anton
95. Sandrine Demaret
96. Virginie d'Orsanne
97. Rody Tolassy
98. Raphaël Rible
99. Mylène Troszczynski
100. Emma Minot

#### Liste des nommés (20)
- Sophie Blanc
- Philippe de Beauregard
- Valéry Elophe
- François Filoni
- Jean-Paul Garraud
- Jordan Guitton
- Timothée Houssin
- Andréa Kotarac
- Aurélien Lopez-Liguori
- Alexandre Loubet
- Thierry Mariani
- Alexandra Masson
- Yaël Menache
- André Rougé
- Anaïs Sabatini
- Jean-Philippe Tanguy
- Pierre-Romain Thionnet
- Aymeric Durox
- Jean-Michel Dubois
- Jean-Luc Yelma

## Désignation des bureaux

### Composition du bureau national
Après son élection, le président désigne le bureau national sur validation du conseil national. C'est à partir de ce bureau national, qui compte un peu plus de quarante membres, que sont désignés les personnes composant le bureau exécutif.
- Jordan Bardella
- Marine Le Pen
- Louis Aliot
- Aurélien Lopez-Liguori
- Mathilde Paris
- Laure Lavalette
- Hervé Juvin
- Séverine Werbrouck
- Renée Thomadis
- Jean-Philippe Tanguy
- André Rougé
- Caroline Parmentier
- Aleksandar Nikolic
- Marie Dauchy
- Alexandra Masson
- Jean-Paul Garraud
- Thierry Mariani
- Philippe Ballard
- Steeve Briois (a décliné)[9]
- Wallerand de Saint-Just
- Franck Allisio
- Bruno Bilde (a décliné)[9]
- Sébastien Chenu
- Edwige Diaz
- Jean-Michel Dubois
- Philippe Eymery
- Huguette Fatna
- Bruno Gollnisch
- Catherine Griset
- Laurent Jacobelli
- France Jamet
- Jean-Lin Lacapelle
- Hélène Laporte
- Gilles Lebreton
- Joëlle Mélin
- Julien Odoul
- Philippe Olivier
- Ludovic Pajot
- Gilles Pennelle
- Kévin Pfeffer
- David Rachline
- Julien Sanchez
- Christopher Szczurek
- Mathilde Androuët
- Julien Leonardelli

### Composition du bureau exécutif
Les membres du bureau exécutif sont issus du bureau national et sont désignés par le président sans validation d'une autre instance.
- Président : Jordan Bardella
- Vice-présidents : Louis Aliot, David Rachline, Hélène Laporte, Edwige Diaz, Julien Sanchez
- Trésorier : Kévin Pfeffer
- Membres du bureau : Marine Le Pen, Jean-Paul Garraud, Sébastien Chenu, Philippe Olivier, Gilles Pennelle

## Analyse et réactions
C’est la première fois depuis sa fondation en 1972 que le Rassemblement national ne sera pas dirigé par un Le Pen. Toutefois, Jordan Bardella affirme son souhait de s'inscrire dans la continuité de Marine Le Pen.
Le nouveau président nomme des proches de Louis Aliot dans les instances du parti, mais écarte du bureau exécutif le maire d'Hénin-Beaumont, Steeve Briois, et le député Bruno Bilde, tous deux proches de Marine Le Pen et figures du « clan d’Hénin-Beaumont », dont l’influence était sortie renforcée du précédent congrès.
Steeve Briois fait alors état d’une « purge » et d’une « re-radicalisation » du parti, dénonçant « l'adoption de postures droitardes contraires au ni droite ni gauche qui a prévalu au Front national. » L’entourage de Jordan Bardella minimise cette fronde et fait savoir qu’il ne prendra pas de mesures contre les dissidents.